# Храм Святой Елисаветы в Опалихе
Храм Свято́й Елисаве́ты в Опа́лихе (Елисаветинский храм) — православный храм в посёлке Опалиха города Красногорска Московской области. Входит в состав Красногорского благочиния Одинцовской епархии Русской православной церкви.
Построен в 1995—2006 годах в стиле смоленского и византийского зодчества XII века. Освящён во имя Великой княгини Елизаветы Фёдоровны, чья усадьба располагалась неподалёку в Ильинском.

## История
В 1995 году в поселке Опалиха Московской области был выделен собственный приход и открылась организация местного православного сообщества и основан маленький деревянный храм. Церковь была названа в честь Великой Княгини Елизаветы Фёдоровны, имение которой располагалось неподалеку в Ильинском. В 1996 году была официально зарегистрирована община Елисаветинской церкви, и 17 июня 1996 года настоятелем прихода был назначен священник Василий Пичушкин:24.
24 июля 1998 года состоялась закладка камня под большой каменный храм. С 2006 года строительство храма в целом было завершено и в храме начали совершаться службы. В 2007 году к храму была пристроена каменная ограда и размещены колокола на звоннице. В 2008 году при храме была открыта воскресная школа. 7 июля 2009 года новый каменный храм был освящён митрополитом Крутицким и Коломенским Ювеналием:24.

## Архитектура
Настоятель храма протоиерей Василий Пичушкин так описывал архитектурный замысел будущей постройки храма:24: 
«по архитектуре [храм должен] походить на храм Покрова на Нерли, к тому же иметь галерею, поскольку площадка для строительства небольшая, и обладать чертами царственности, женственности и монашества — ведь матушка Елисавета была из царской семьи и стала монахиней»
Храм построен в стиле смоленского и византийского зодчества XII века. Свод однокупольный, в куполе расположена звонница. Снаружи стены храма отделаны белым камнем и украшены большими мозаичными иконами:24. Архитектором проекта стал Андрей Оболенский, сын заслуженного архитектора России Николая Оболенского.

## Состав
На территории Елисаветинского храма также возведены два приписных храма:
- Крестильный храм в честь блаженной Ксении Петербургской (освящён в 2016 году)[1]:25
- Храм-часовня в честь преподобного Сергия Радонежского (освящён в 2018 году)[1]:25

Также к Храму Святой Преподобномученицы Елисаветы в Опалихе приписаны:
- храм в честь Иконы Божией Матери «Всецарица» на территории Хосписа в Нахабино
- часовня в честь мучениц Веры, Надежды, Любови и матери их Софии в деревни Новая (освящена в 2015 году)[1]:25
- Церковь Казанской иконы Божией Матери в Гореносово.

В храме имеется ковчег с частицами мощей святых преподобномучениц великой княгини Елисаветы и инокини Варвары, священноисповедника Сергия (Серебрянского) и священноисповедника Луки (Войно-Ясенецкого):24.
При храме действуют воскресная школа и спортивные (в том числе — лыжные) секции.
Действующим настоятелем храма является протоиерей Василий Михайлович Пичушкин.